# Vlag van de Republiek Krakau

Vlag van de Republiek Krakau

De vlag van de Republiek Krakau bestond uit twee gelijke horizontale banen in de kleuren wit (boven) en blauw. Deze kleuren symboliseren de blauwe en heldere lucht en de rivier de Wisła die door de stad stroomt. 
Deze vlag was in gebruik van 1815 tot 1846; de periode dat de republiek bestond. De vlag wordt vandaag de dag nog steeds gebruikt als officiële vlag van Krakau.